# Bunker Hill (Oregon)
Bunker Hill – jednostka osadnicza w Stanach Zjednoczonych, w stanie Oregon, w hrabstwie Coos.